# 中島伊津子
中島伊津子（なかしま いつこ、1951年11月2日 - 1988年3月14日）は、20世紀の昭和期に活動した日本のファッションデザイナー。1975年にファッションブランド「ニコル」へ入社、のち同ブランドのチーフデザイナーとなり、同社は300億円の年間売上を計上し、DCブランドブームを牽引する存在となったが、1988年3月14日に自殺。36歳没。

## 来歴
大分県生まれ。東京デザイナー学院を卒業後、中堅アパレルメーカー勤務を経て1975年にニコルへ入社。1983年、同社創業者の松田光弘を継いでチーフデザイナーとなり、「ニコル中興の祖」といわれた。
だが1988年3月14日、東京・渋谷区神山町の自宅寝室において中島がベルトで首を吊って自殺しているのが同居していた妹により発見された。中島の自殺の動機については不明とされたが、中島は同4月10日には「88-89年秋冬東京コレクション」、翌4月11日にニューヨークでのコレクションショーへの出品を控えており、デザインの内容などで行き詰まっていたため、ノイローゼ気味であったと報じられた。